# Rivière Shawinigan
La rivière Shawinigan coule au nord de Shawinigan, pour ensuite traverser la ville de Shawinigan, en Mauricie, au Québec, au Canada. La rivière Shawinigan est un affluent de la rive droite de la rivière Saint-Maurice.

## Géographie

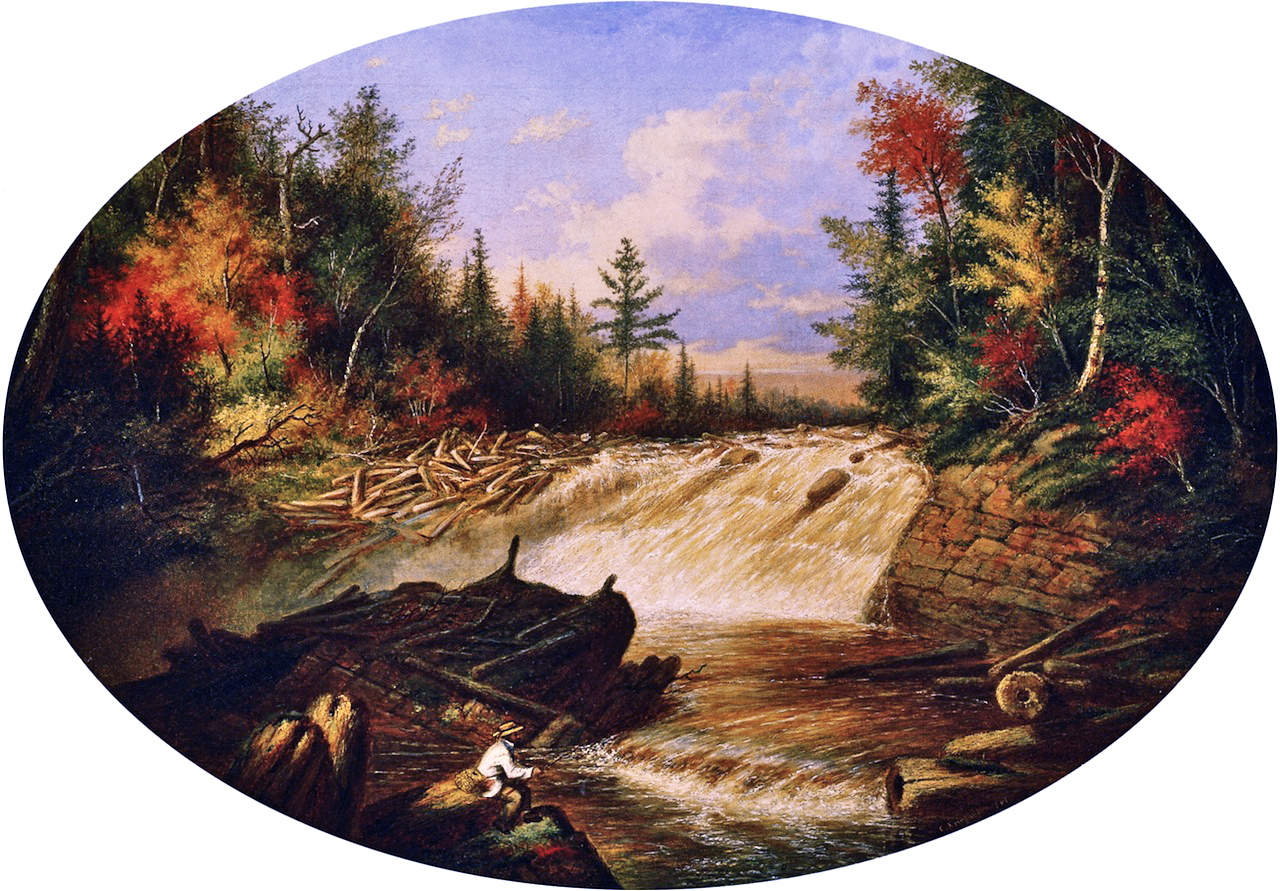
Jam of Sawlogs de Cornelius Krieghoff (1862).

La rivière Shawinigan traverse des milieux forestiers, agricoles et urbains (à la fin de son parcours). À sa tête, elle draine notamment les eaux du lac Barnard (dans Maskinongé), du lac Wapizagonke et divers plans d'eau de la zone sud du parc national de la Mauricie.
Sur son parcours, ses eaux coulent d'abord vers le sud en traversant les chutes du diable, puis vers l'est, parfois en suivant un parcours en serpentin. Ensuite, la rivière traverse le secteur Saint-Gérard (dans la ville de Shawinigan), où la rivière bifurque vers le sud. Puis la rivière coule vers le sud-ouest en longeant l'autoroute 55 (Québec), où une dénivellation engendre des chutes qui sont un attrait touristique. Finalement la rivière se jette dans la baie de Shawinigan dont l'embouchure se termine au pied du barrage hydroélectrique de Shawinigan.
La superficie du bassin versant est de 500 km2.
Principaux ponts enjambant la rivière (en partant de la confluence) :
1. Route 153 (boul. Pie-XII et Côte de la Baie)
2. Route 351 (rue Trudel)
3. Autoroute 55
4. Rue Bellevue
5. Rue de la Montagne
6. Chemin Principal
7. Route 351 - Chemin principal
8. Route 351 - Chemin principal
9. Chemin de la Terrasse des chutes
10. Petit segment de route (reliant le chemin de la Terrasse et le chemin Saint-François)

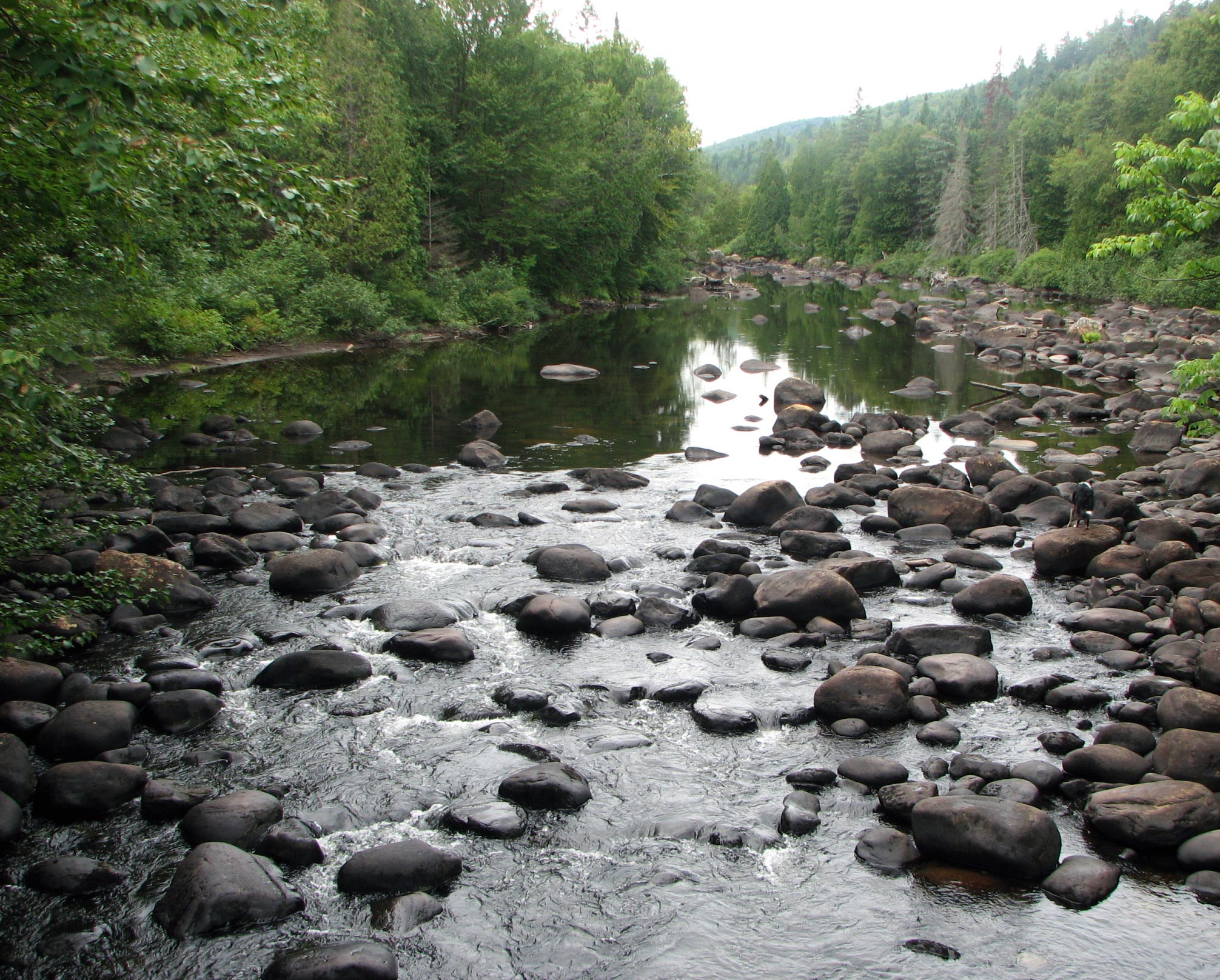
Rivière Shawinigan en amont du lac Mongrain.

11. Chemin Saint-François
12. Chemin Saint-François
13. Chemin Saint-François

## Tortue des bois
La rivière Shawinigan comprend l'une des populations les plus importantes de tortues des bois au Canada. On y a estimé en 1996 et 1997 la population à 238 individus, sur un segment de neuf kilomètres de la rivière Shawinigan, en aval du lac Wapizagonke. C'est aussi l'une des populations les plus nordiques de l'espèce. Cette population a un taux de recrutement de 33 % d'individus immatures ainsi qu'un taux de mortalité des juvéniles très bas (1%). Cependant un événement de prédation survenue entre 2003 et 2005 a provoqué la perte de 50% des femelles matures.

## Toponymie
Le toponyme rivière Shawinigan a été inscrit le 5 décembre 1968 à la banque des noms de lieux de la Commission de toponymie du Québec.